# SN 2000ca
SN 2000ca – supernowa typu Ia odkryta 1 maja 2000 roku w galaktyce E383-G32. Jej maksymalna jasność wynosiła 15,90m.